# Лапорє (Словенська Бистриця)
Лапорє (словен. Laporje) — поселення в общині Словенська Бистриця, Подравський регіон‎, Словенія.